# Henry George Madan
Henry George Madan (6 tháng 9 năm 1838 - 22 tháng 12 năm 1901) là một nhà hóa học, giáo viên và học thuật người Anh.

## Cuộc đời và sự nghiệp
Ông sinh tại Cam Vicarage, Gloucestershire, Anh, là con trai cả của George Madan. Sau khi học tại Trường Đại học Marlborough, ông mở một cuộc triển lãm tại Corpus Christi College, Oxford. Ông đã giành được một chữ thứ hai của mâu tự trong năm 1860, đã trở thành một thành viên của Queens College, Oxford vào năm 1861 và đã được trao bằng Thạc sĩ vào năm 1864. Ông trở thành tiến sĩ tại Cao đẳng Eton, nơi ông đã làm việc hai mươi năm. Ông được bầu là ủy viên của Hiệp hội Hóa học và xuất bản một số tác phẩm về hóa học và vật lý. Năm 1887, ông đồng xuất bản bài tập hóa học thực tiễn với A. G. V Harcourt, sau nhiều năm đã trở thành một cuốn sách giáo khoa.
Năm 1877, nhà thiên văn học Mỹ Asaph Hall phát hiện ra hai vệ tinh quay quanh Sao Hỏa. Nhiều tên gọi khác nhau đã được đề xuất, nhưng Asaph đã chọn đề nghị của Henry Madan, người đề xuất tên Deimus (sau đổi thành Deimos) và Phobus (sau đổi thành Phobos). (Những tên này được tìm thấy trong sách Fifteenth Book, dòng 199 của Homer Iliad.) Henry là anh trai của Falconer Madan (1851-1935), làm việc tại thư viện của Bodleian Library ở Đại học Oxford. Cháu gái của Falconer là Venetia Burney, cô bé đề nghị đặt tên Diêm Vương cho hành tinh lùn, phát hiện vào năm 1930.
Vào năm 1901, Henry George Madan đã bị một chiếc xe tải đâm bị thương và phải phẫu thuật cắt bỏ cánh tay của mình. Sức khỏe của ông không hồi phục được và ông đã qua đời chỉ vài tháng sau tai nạn.